# Seleção Brasileira de Handebol de Praia Feminino
A Seleção Brasileira de Handebol de Praia Feminino é a equipe que representa o Brasil nos torneios internacionais de Handebol de Praia. A equipe é mantida pela Confederação Brasileira de Handebol. É a seleção mais bem sucedida da modalidade contando com mais de 10 títulos conquistados, entre eles 3 títulos mundiais.

## Títulos
- Campeonato Mundial (3): 2006[3], 2012 e 2014
- Jogos Mundiais (3): 2005, 2013[4] e 2017[5]
- Campeonato Pan-Americano (4): 2008, 2012, 2014 e 2018
- Jogos Sul-Americanos de Praia (2): 2009 e 2011